# Dryadomorpha brunneocephala
Dryadomorpha brunneocephala är en insektsart som beskrevs av Webb 1981. Dryadomorpha brunneocephala ingår i släktet Dryadomorpha och familjen dvärgstritar. Inga underarter finns listade i Catalogue of Life.